# Tecnología militar

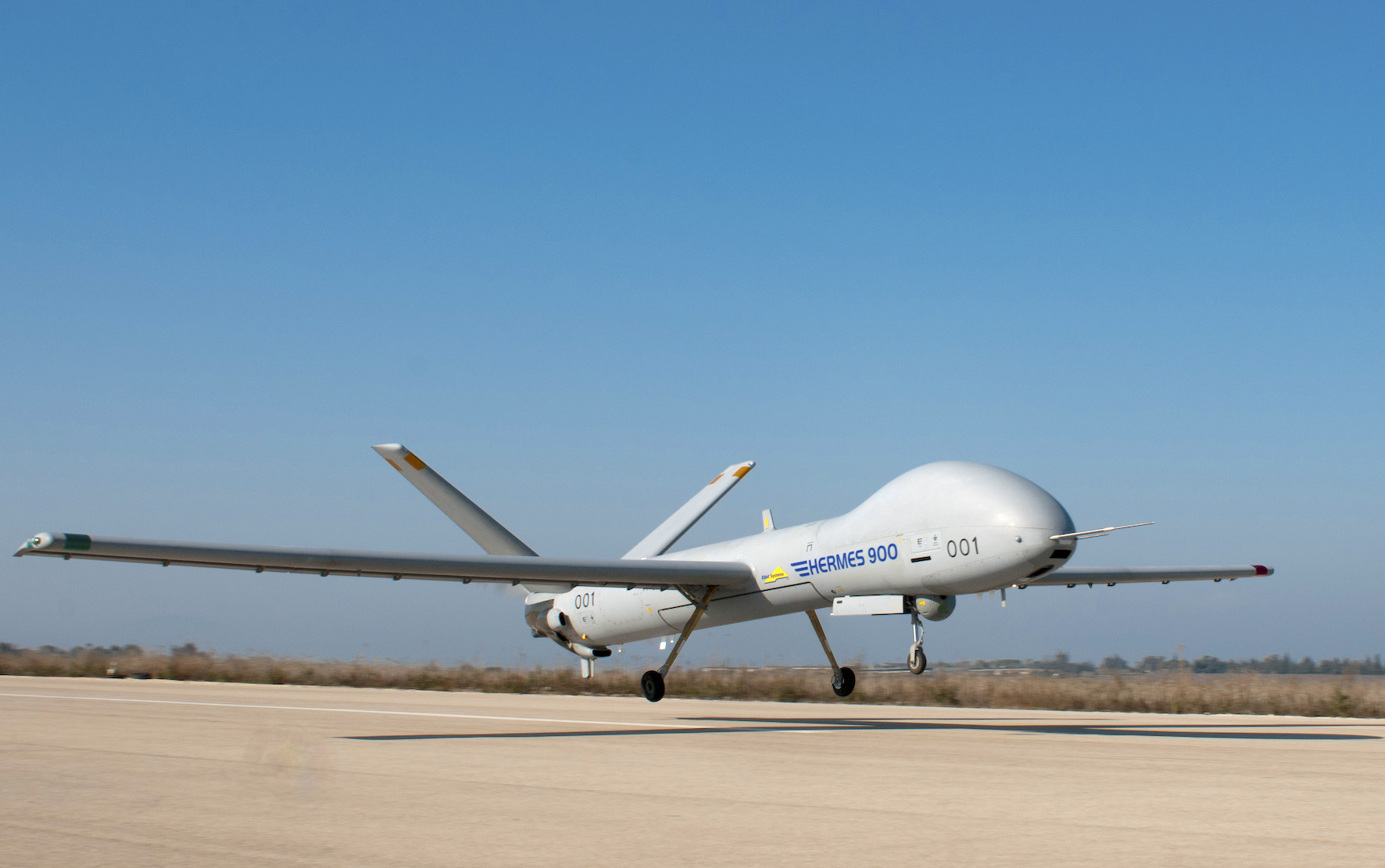
Dron de combate de tipo Hermes 900

La tecnología militar o tecnología armamentista, es la aplicación de la tecnología para su uso en la guerra. Comprende los tipos de tecnología que son claramente de naturaleza militar y no civil, por lo general porque no tienen aplicaciones civiles útiles o legales, o son peligrosos de usar sin entrenamiento militar apropiado.
La tecnología militar es a menudo investigada y desarrollada por científicos e ingenieros específicamente para su uso en la batalla por las fuerzas armadas. Muchas de las nuevas tecnologías llegaron como resultado del financiamiento militar en la ciencia. Los ingenieros se preocupan de la gestión del diseño, desarrollo, prueba y ciclo de vida de las armas y sistemas militares. Se basa en el conocimiento de varias disciplinas de ingeniería tradicionales, como la ingeniería mecánica, ingeniería eléctrica, mecatrónica, electro-óptica, ingeniería aeroespacial, ingeniería de materiales, y la ingeniería química.

## Historia Militar

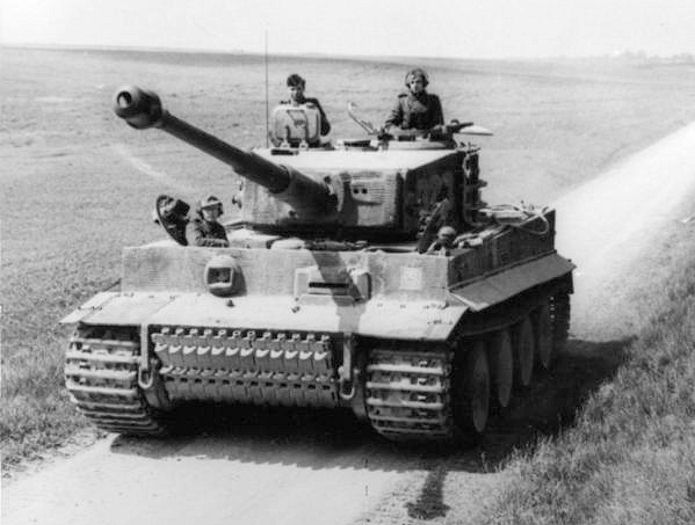
Tanque de guerra de tipo Panzer VI Tiger en el norte de Francia en 1944.

Es una disciplina de las humanidades enfocada al registro de los conflictos armados de la historia de la humanidad y su impacto en las sociedades, sus culturas, economías y cambios en las relaciones internacionales, que no se limita al estudio de batallas y guerras, sino que se interesa también por la evolución de los materiales, del armamento, la táctica y la estrategia.
Se compone de todos aquellos eventos de la historia humana que pueden ser considerados como pertenecientes a la categoría de conflictos sociales generalizados, esto puede ir desde las peleas entre dos tribus, hasta guerras entre dos fuerzas armadas organizadas, incluyendo en su máxima escala las guerras mundiales que afectan a la mayoría de la población humana. La actividad militar ha sido un proceso constante durante miles de años, y las tácticas, estrategias y metas de las operaciones militares se han mantenido inmutables en lo básico a lo largo de los milenios. 

###### Las áreas principales de la historia militar incluyen
- Historia de las guerras, batallas, y combates
- Historia del arte militar
- Historia de cada servicio militar específica

La tecnología militar no solo es el estudio de varias tecnologías y la aplicación de las ciencias físicas que puedan usarse para incrementar la capacidad militar, también se puede extender al estudio de métodos de producción de equipamiento militar, y maneras para mejorar las capacidades y reducir los requerimientos materiales y/o tecnológicos para su producción.

## Ejemplos

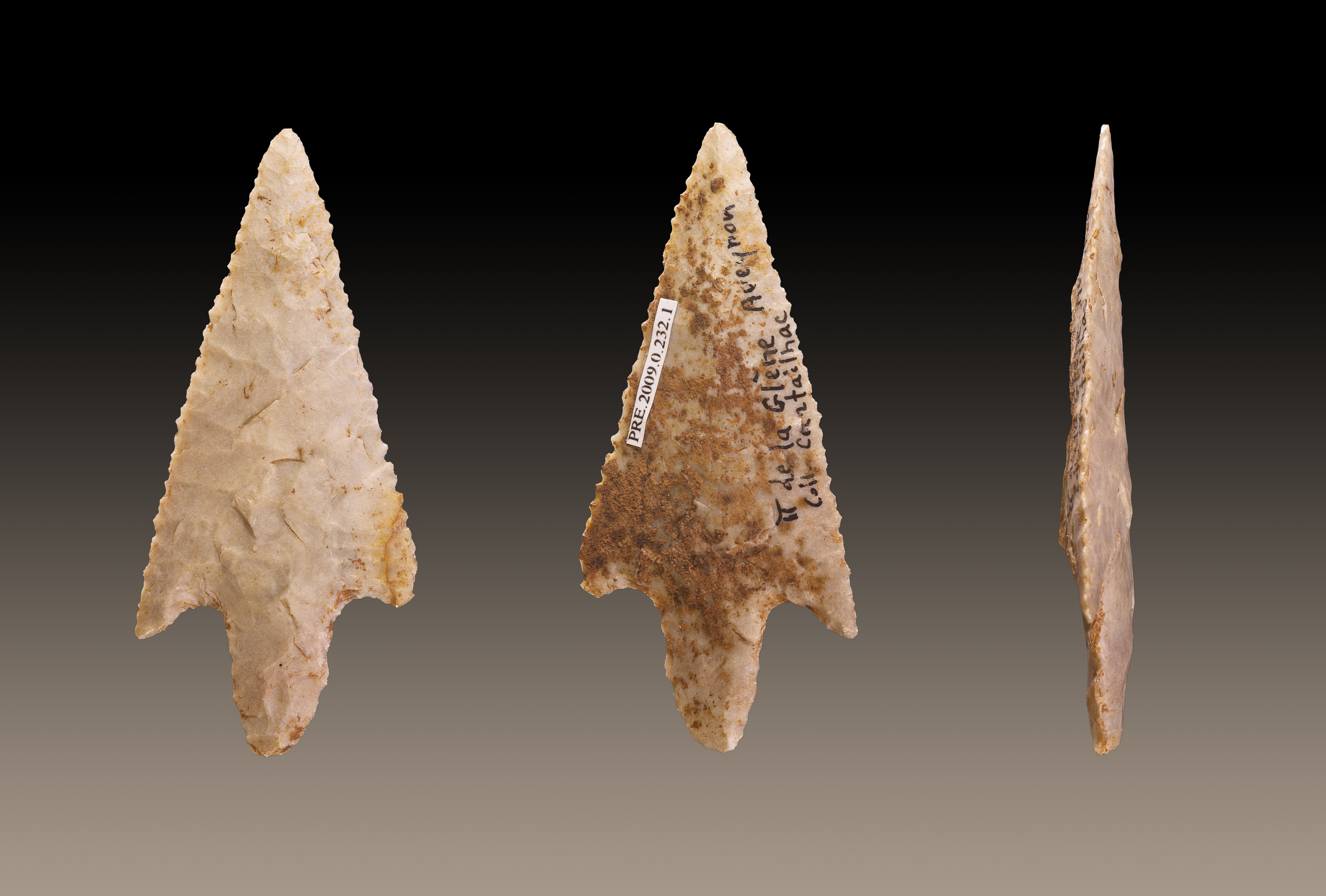
Punta de flecha de sílex neolítica

La doble pinza envolvente, usada por Aníbal Barca en la Batalla de Cannas el año 216 a. C. – hace unos 2.200 años, esa misma maniobra ya fue 
descrita por el teórico militar chino Sun Tzu. La primera herramienta ha evolucionado a través del Periodo Pleistoceno, hace unos 12.000 años. Las herramientas de piedra son la evidencia de los primeros desarrollos tecnológico para dar forma y perfeccionar minerales tales como pedernal y obsidiana en dispositivos contundente y otras armas de trauma.
El esfuerzo realizado por la Alemania Nazi para producir caucho y combustibles artificiales para reducir o eliminar su dependencia de productos derivados del petróleo (gasolinas, aceites y lubricantes) y de los suministros de caucho.
El más conocido es el del internet, la primera gestación fue el ARPANET (Advanced Research Projects Agency Network) y fue creada por encargo del Departamento de Defensa de los Estados Unidos. La utilización de sistemas de comunicación celular es otro ejemplo, primero nació en el campo de batalla, concretamente para suplantar a los telégrafos que impedían la rápida comunicación debido a que eran puntos vitales a la hora de atacar al enemigo, impidiendo la comunicación entre batallones, etc.

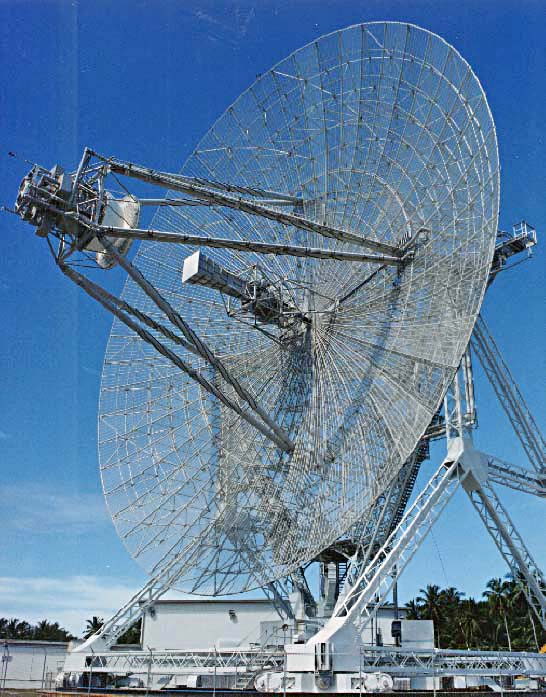
Radar ubicado en el atolón de Kwajalein en la isla de Roi-Namur

## Inicios
La tecnología militar es única solo en sus aplicaciones, no en el uso que pueda hacer de ciencia básica y logros tecnológicos debido a su uso único, lucha por incorporar tecnología evolutiva, así como la más infrecuente tecnología revolucionaria en el lugar adecuado de la aplicación militar.

### Etapa juventud
Fue en la Primera Guerra Mundial y principios de la Segunda Guerra Mundial en donde se empleó alta tecnología con mucho más poder, armas militares de gran poder y que hoy conocemos como armas contemporáneas fueron utilizadas durante esta guerra, aunque también tecnología y armamento diseñado en la Primera Guerra Mundial fueron utilizadas durante esta. 
El radar, el sonar y las radios de alta frecuencia se empezaron a utilizar a partir de 1941. Esto hizo que esta guerra se recordara por su aumento en el poder de su armamento y tecnología. También hubo otras armas utilizadas, por ejemplo:

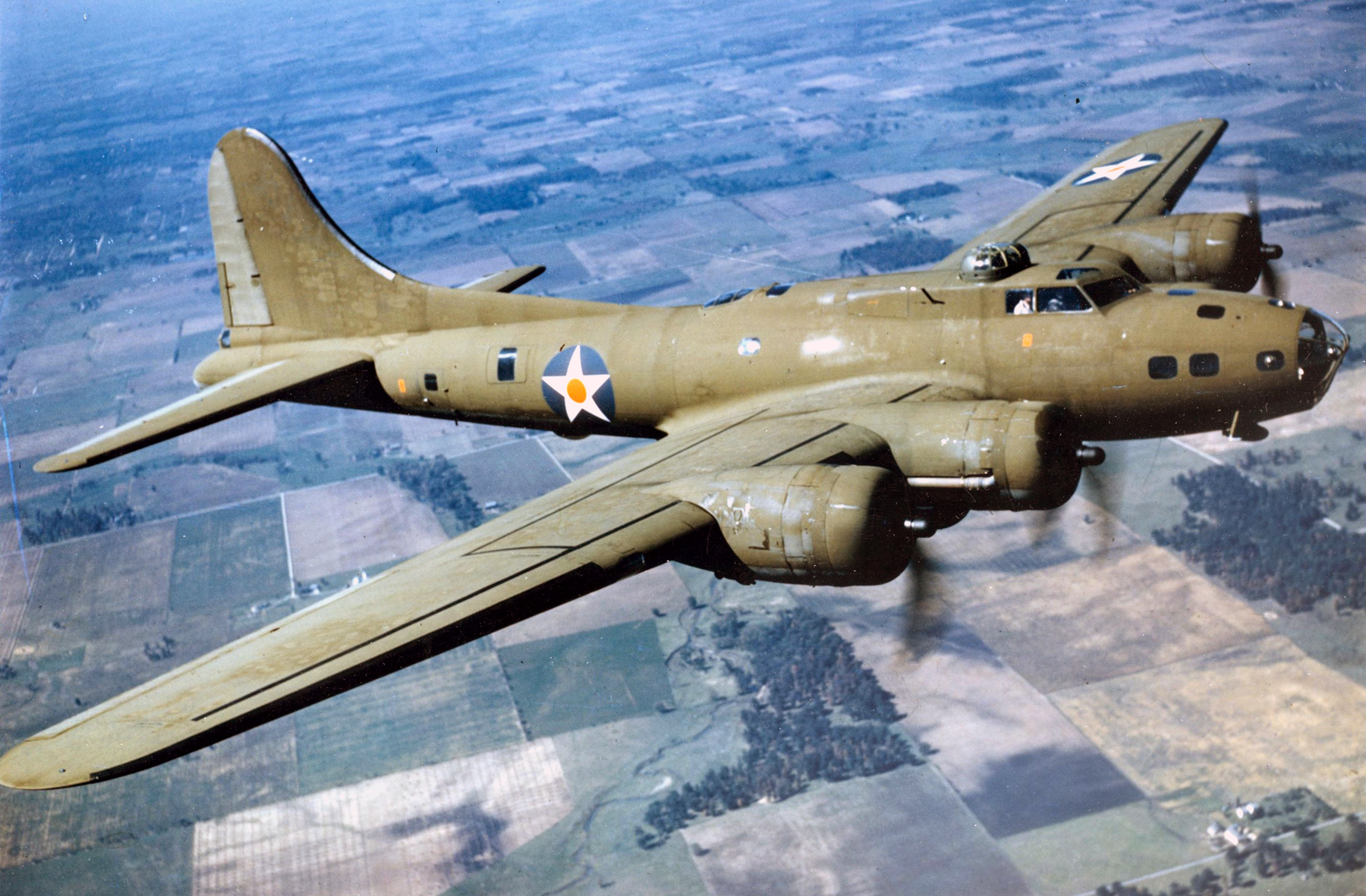
Boeing B-17E de la fuerza aérea estadounidense en vuelo.

- Bomba «Murciélago» ASM-N-2
- Bombardero Boeing B-17
- Bombas Atómicas
- Bombas de aviación de EE. UU.
- Torpedera PT
- Napalm

### Etapa madurez

#### Hombres más destacados
De acuerdo con Ronnie Barret solo existen 4 hombres los cuales han hecho una diferencia en el armamento convencional en los últimos 100 años. Pero 3 son los más importantes.
1. Richard J. Gatling: Inventor de la ametralladora Gatling, la cual consta de varios cañones los cuales permiten disparar una gran cantidad de munición, el nombre Gatling se emplea en todas las ametralladoras y cañones automáticos de este tipo, por lo tanto, ya es un término generalizado.
2. John Moses Browning: Inventor de varias armas automáticas y semiautomáticas. Su más destacado invento es la ametralladora Browning M2 de calibre 12,7 mm (.50).
3. Ronnie Barrett: Inventor de diversas armas, por la cual se le conoce es el fusil Barret de calibre 12,7 mm (.50), un fusil de francotirador semiautomático que dispara munición de calibre 12,7 mm.

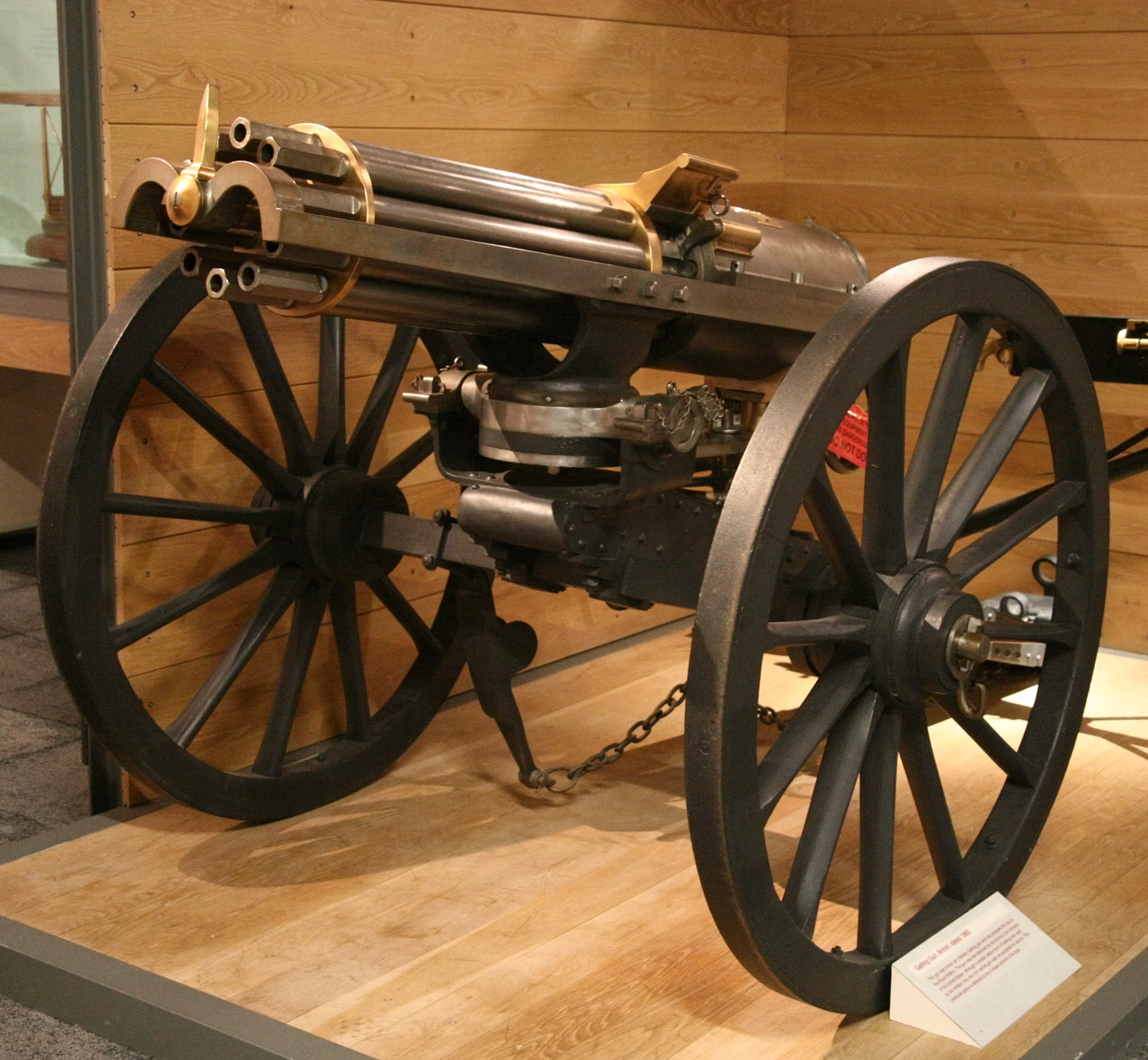
Ametralladora Gatling británica de 1865, conservada en el Firepower – The Royal Artillery Museum.

Por otro lado, tenemos a Robert Oppenheimer quien fue el científico a cargo del Proyecto Manhattan, en el cual se concibió la bomba atómica.
Todavía se siguen haciendo nuevos inventos en cuanto a tecnología militar, pero en estos momentos no se sabe de alguna tecnología de destrucción masiva que se compare con las bombas atómicas.
Pero por la parte de la ciencia, existen antecedentes de guerra biológica, y química un claro ejemplo es cuando Saddam Hussein empleo este tipo de armas contra los curdos durante su régimen.